# Viola bulgarica
Viola bulgarica är en violväxtart som beskrevs av Johannes Becker. Viola bulgarica ingår i släktet violer, och familjen violväxter. Inga underarter finns listade i Catalogue of Life.